# 前玉神社

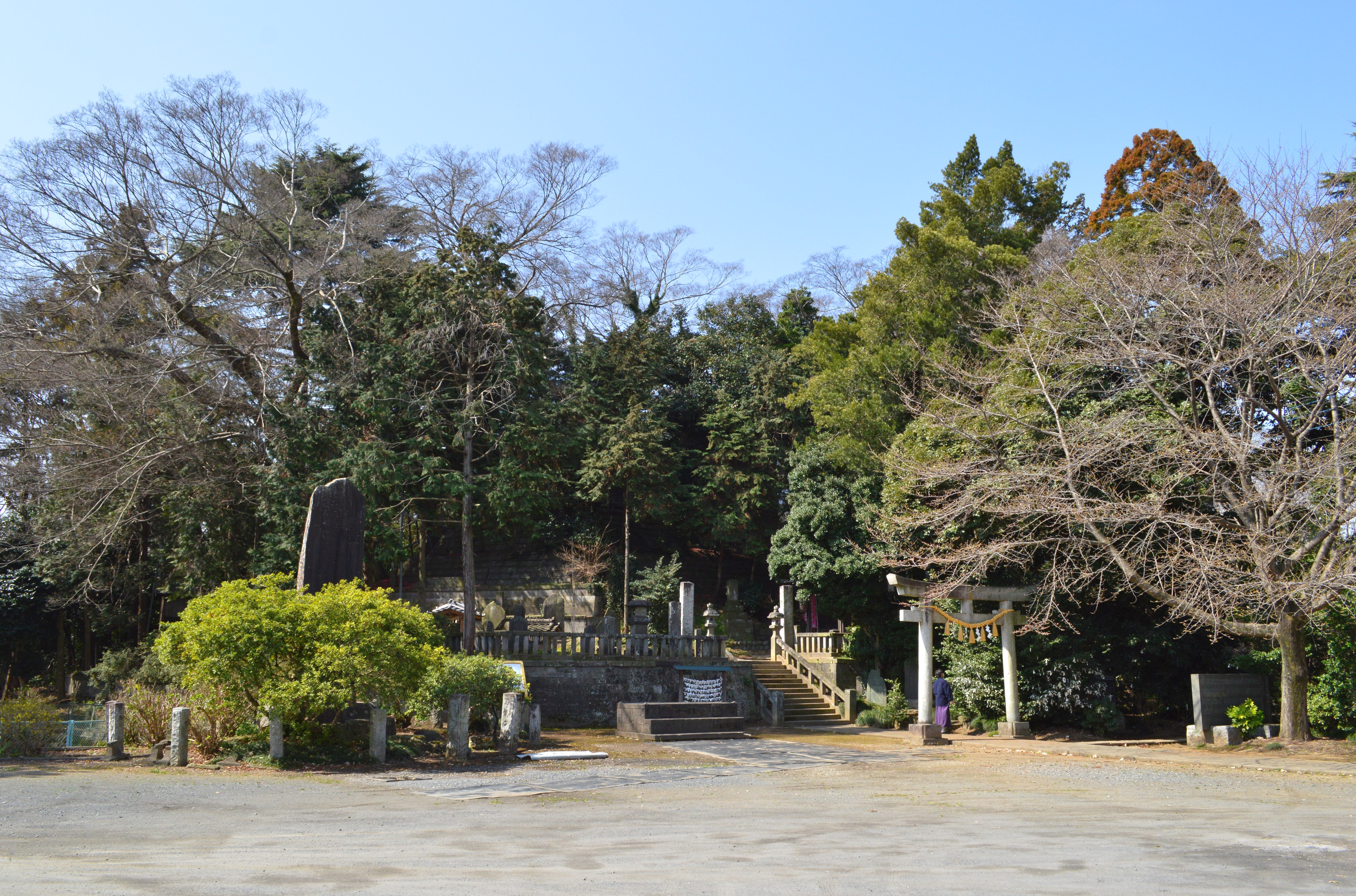
前玉神社の鎮座する浅間塚古墳

前玉神社（さきたまじんじゃ）は、埼玉県行田市埼玉にある神社。式内社で、旧社格は郷社。
社名の「前玉」は、「埼玉」の地名の語源と伝える。埼玉県北部の埼玉古墳群内に鎮座し、神社自体も浅間塚古墳の上に鎮座する。

## 祭神
祭神は次の2柱。
- 前玉彦命（さきたまひこのみこと）
- 前玉比売命（さきたまひめのみこと）

『古事記』では前玉比売命に関して、天之甕主神の娘神であり、大国主大神子孫の速甕之多気佐波夜遅奴美神の妃神である旨が記述されている（前玉彦命に関する記述は無い）。

## 歴史

### 創建
創建は不詳。前玉神社は埼玉古墳群内に鎮座し、本殿も古墳群の方向に建てられている。これら古墳群の首長層が前玉神社における古代祭祀集団と推定され、古墳時代に古墳群を守護する形で祀られたのが創祀になると推測する説がある。
社名「前玉」の由来も明らかではないが、神亀3年（726年）の戸籍帳である「山背国愛宕郡雲下里計帳」（『正倉院文書』）にも「武蔵国前玉郡」の表記が見えることから、この「前玉」がのちに「埼玉（さきたま/さいたま）」へと変化したと考えられている。

### 概史
延長5年（927年）成立の『延喜式』神名帳では武蔵国埼玉郡に「前玉神社二座」と記載され、2座が式内社に列している。訓みには「サキタマ」と「サイタマ」の両方が付記される。
中世の動向は不明であるが、社伝によると忍城中にあった浅間社を勧請してからは「浅間社」と号し、鎮座する古墳は富士山に見立てられていたという。初め古墳上の神社は「上ノ宮」、中腹にある神社は「下ノ宮」とされていたが、明治に入り上ノ宮は「前玉神社」、下ノ宮は「浅間神社」と定められたとも伝える。
明治維新後、近代社格制度では郷社に列した。

## 境内

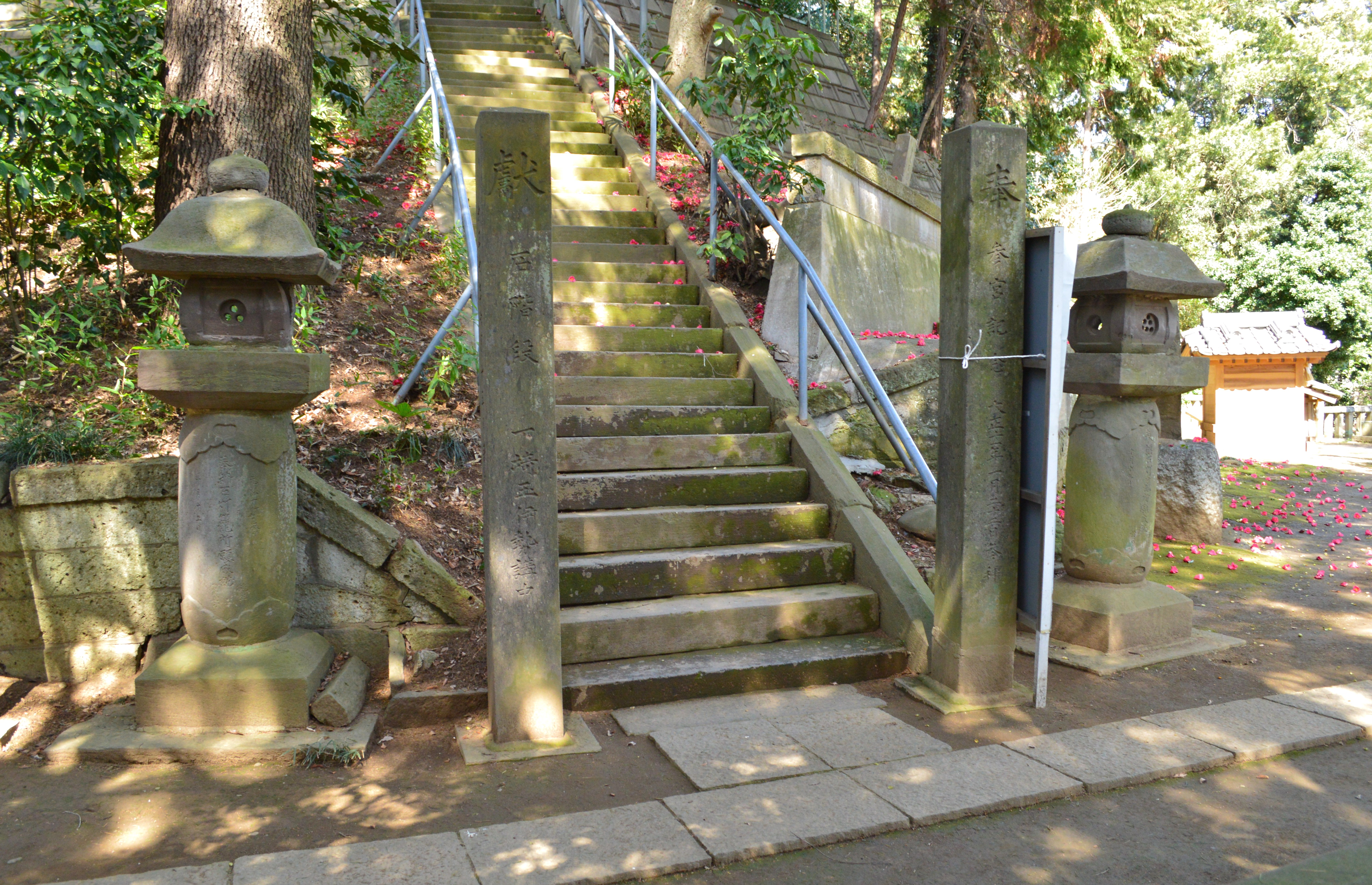
万葉灯籠（参道両脇）
（行田市指定文化財）

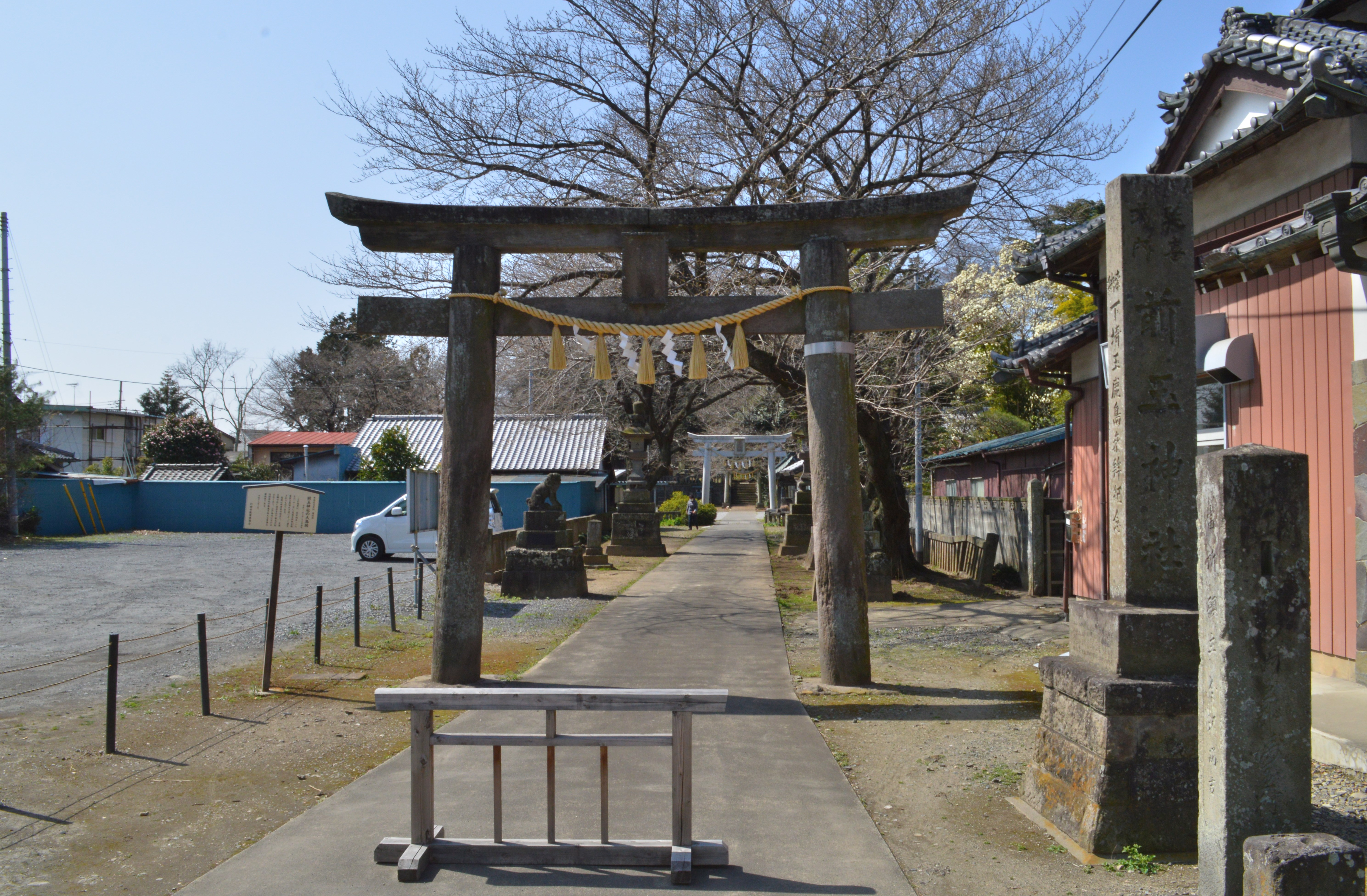
石鳥居（行田市指定文化財）

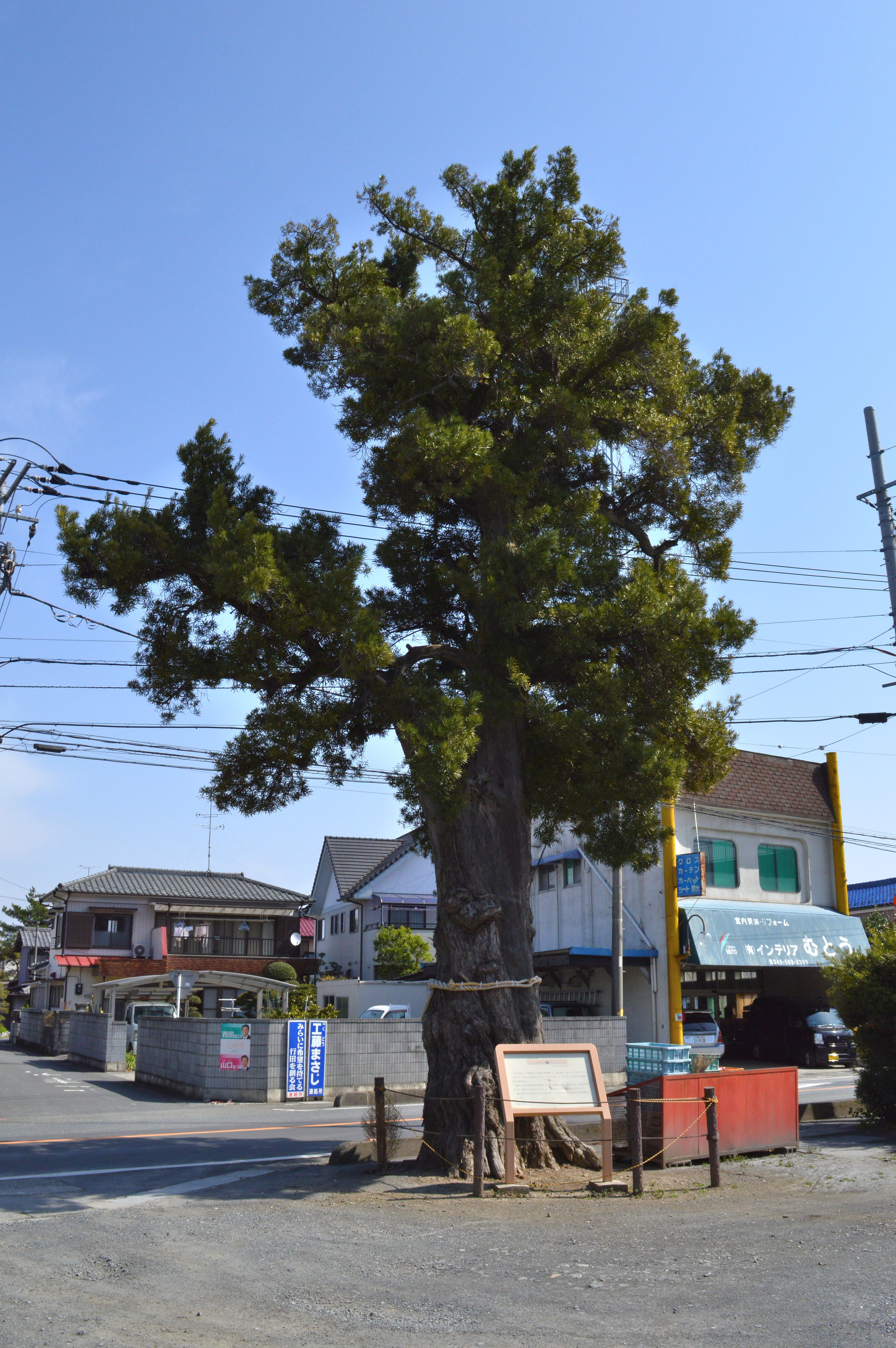
槙（行田市指定天然記念物）

主要社殿は浅間塚古墳の墳頂に鎮座し、本殿・拝殿からなる。
墳頂に登る階段口の両脇には、高さ2メートルの石灯籠2基が建てられており、これらは「万葉灯籠」と称される。この灯籠は、元禄10年（1697年）10月15日に前玉神社の氏子が祈願成就を記念して奉納したという。灯籠にはそれぞれ、『万葉集』に載る当地に関する次の歌が1首ずつ記載されている。
| 「 | 埼玉の津（巻14、3380番、作者不詳） - 万葉仮名文 佐吉多万能 津爾乎流布禰乃 可是乎伊多美 都奈波多由登毛 許登奈多延曽禰 - 訓 埼玉（さきたま）の 津に居（を）る船の 風をいたみ 綱は絶ゆとも 言（こと）な絶えそね 小埼沼（巻9、1744番、作者不詳） - 万葉仮名文 前玉之 小埼乃沼爾 鴨曽翼霧 己尾爾 零置流霜乎 掃等爾有欺 - 訓 埼玉の 小埼の沼に 鴨そ翼（はね）霧（き）る 己（おの）が尾に 降りおける霜を 払ふとにあらし | 」 |

これらの灯籠は行田市指定文化財に指定されている。なお、歌にある「小埼沼」は前玉神社から東方（北緯36度07分13.24秒 東経139度30分06.51秒 / 北緯36.1203444度 東経139.5018083度）に比定地がある。
また、境内入り口の石鳥居は延宝4年（1676年）11月の造営で行田市指定文化財に指定されている。石鳥居付近に立つ槙は樹齢推定600年・樹高16メートルで、現存の槙では埼玉県で最大になり、行田市指定天然記念物に指定されている。

## 摂末社

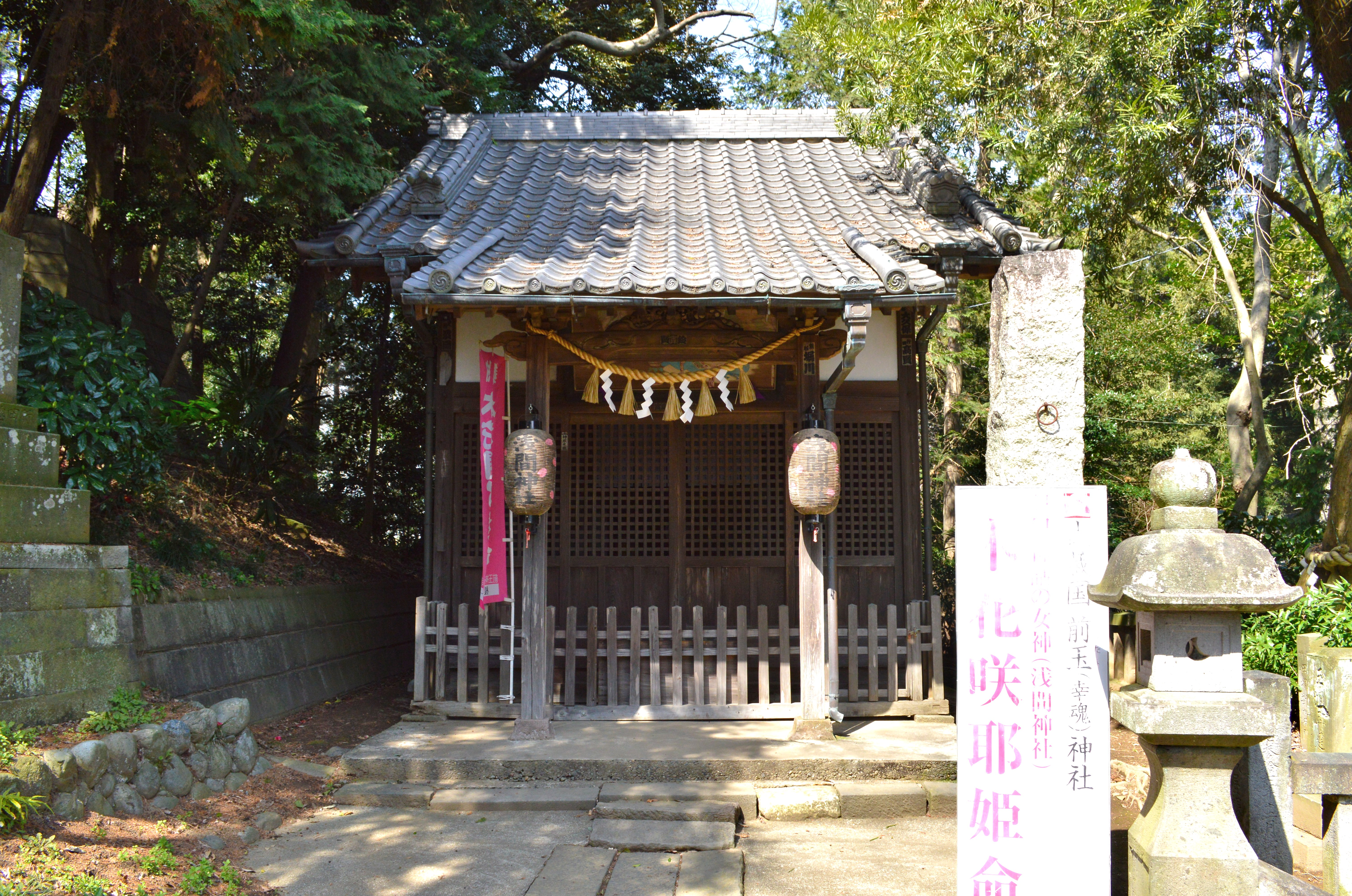
浅間神社
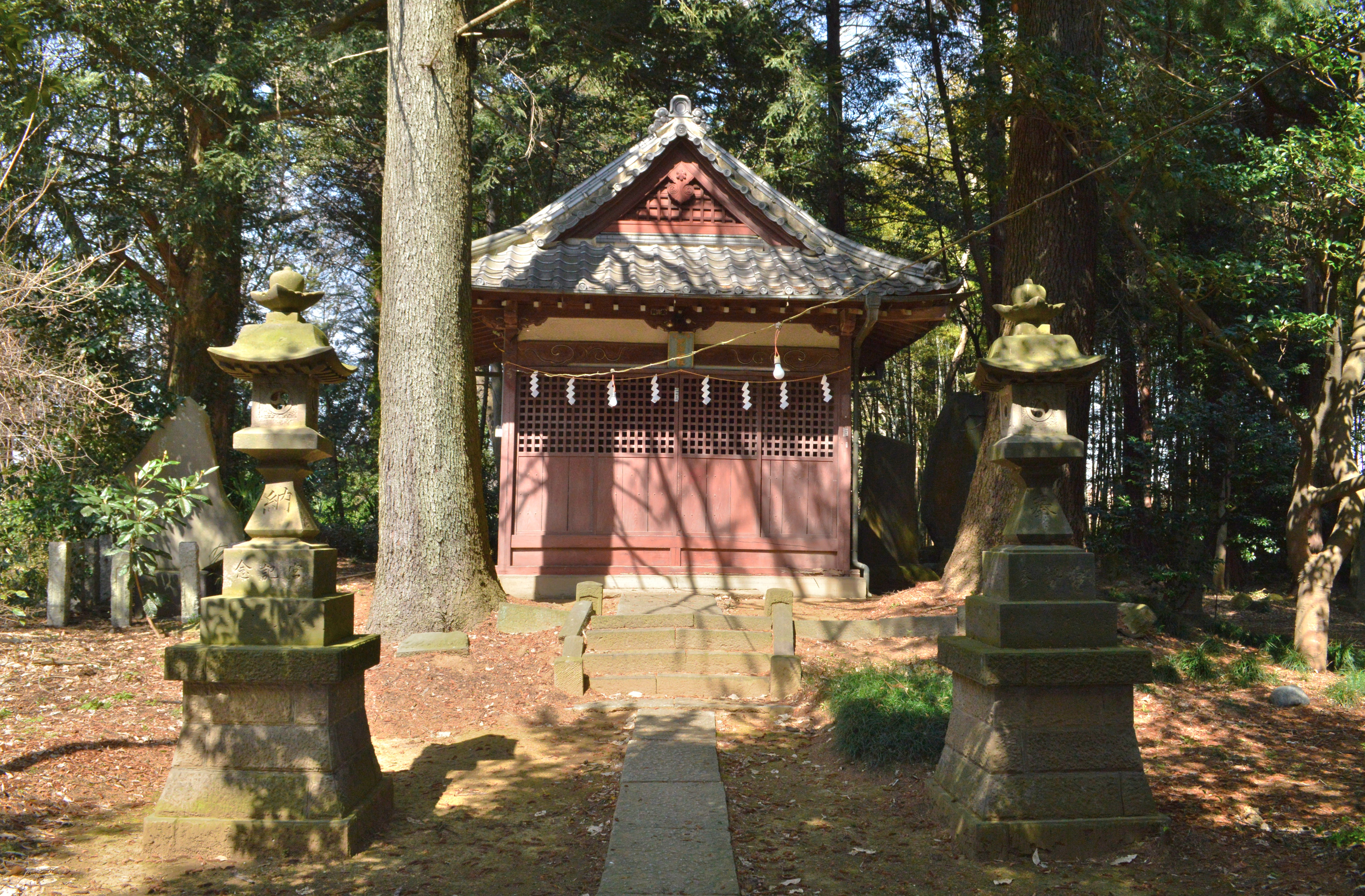
明治神社
  - 祭神：木花開耶媛命（このはなさくやひめのみこと）

忍城から勧請されたといわれる。明治以前は、墳頂の本社は「上ノ宮」、中腹の浅間神社は「下ノ宮」と称されたという。
- 明治神社

明治時代に埼玉地区の神社を合祀。計16柱。
- 天神社
- 恵比寿神社

- 浅間神社
- 明治神社

## 祭事
前玉神社で年間に行われる祭事の一覧。
- 元旦祭（1月1日）
- 御神田選定儀、御神田事始儀（3月下旬）
- 勧学祭（4月初旬）
- 例大祭（4月15日）
- 田植えの儀（6月初旬）
- 初山（7月1日-15日）
- 夏越大祓（7月30日）
- 七夕儀（8月初め）
- 抜穂祭（10月初旬）
- 燈籠祭（10月15日）
- 新嘗祭（10月下旬）
- 七五三（10月下旬 - 11月）
- 星祭（12月冬至）
- 大祓（12月31日）
- 幸魂儀（12月31日）

## 文化財

### 行田市指定文化財
- 有形文化財
  - 石鳥居（建造物） - 平成11年（1999年）3月25日指定[3]。
  - 石燈篭（工芸品） - 昭和42年（1967年）3月10日指定[4]。
- 天然記念物
  - 槙 - 昭和39年（1964年）1月31日指定[5]。

## 現地情報
所在地
- 埼玉県行田市大字埼玉字宮前5450

交通アクセス
- JR高崎線行田駅より、行田市内循環バス 観光拠点循環コース 「前玉神社前」停留所下車

その他、「埼玉県立さきたま史跡の博物館#アクセス」または「さきたま古墳公園#交通アクセス」も参照のこと。
周辺
- さきたま古墳公園
  - 埼玉古墳群
  - 埼玉県立さきたま史跡の博物館